# 掛物

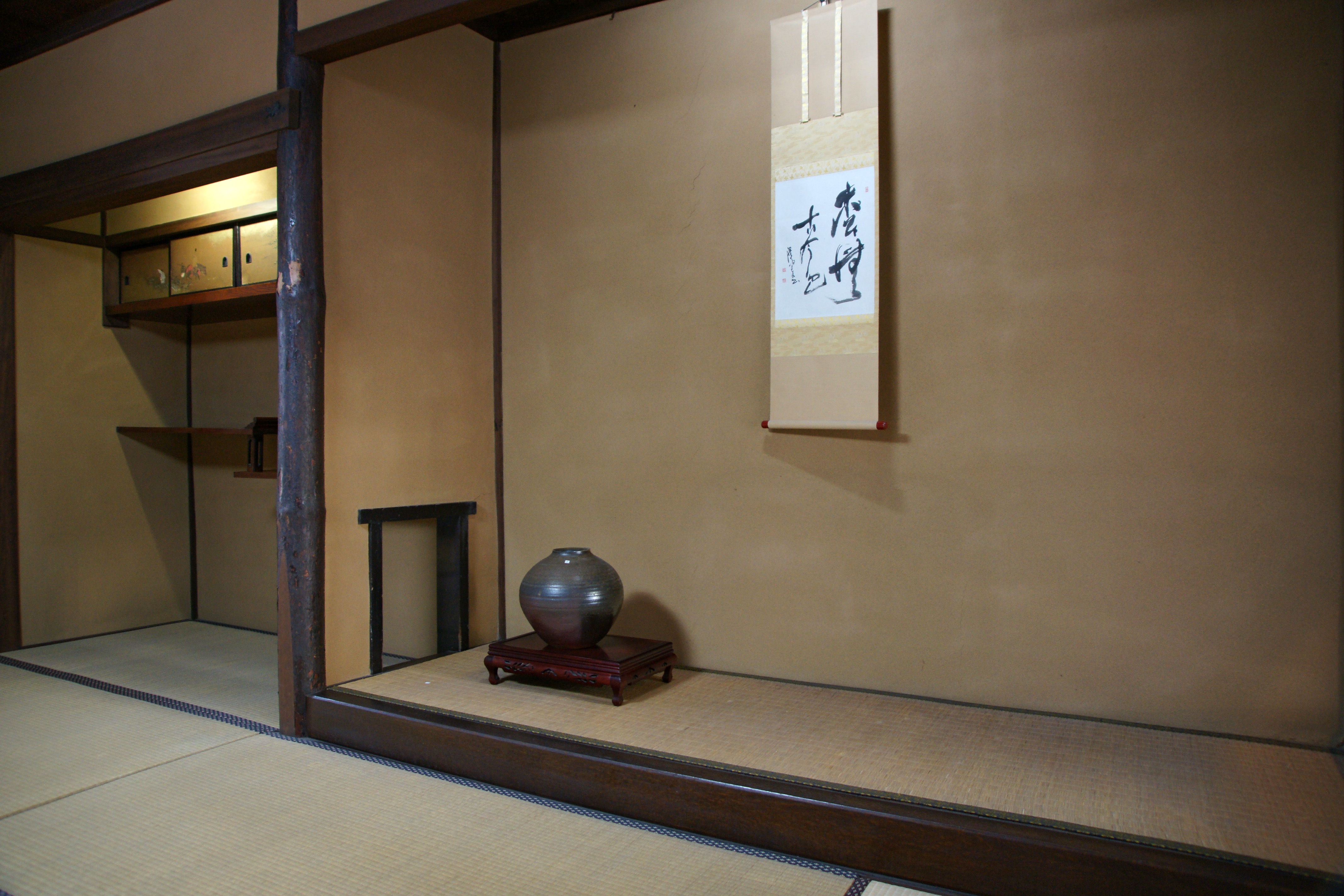
掛物

掛物是日本茶道藝術中，掛於茶室中「床之間」（又稱凹間、壁龕）中之書畫裝飾品，形式十分多樣化，必具的為掛軸，有直式行書一行物、橫物（橫式書寫）、畫讚（書畫並存）等形式，此外還有扇子、短冊、書信、色紙等。掛物也常根據季節的意境氣氛不同而有不同的擺設。
其中掛軸的尺寸會依據凹室的尺寸所設計。《南方錄》所述：掛軸為茶道具中最為重要者，乃客、主得茶湯三昧一心得道之物也。由此可見，掛物為茶道具中最重要之裝飾品。
茶道掛物中，掛物的書畫並不單純看書法或水墨功力；墨跡比文字本身更重要，因為他們強調墨跡形成的圖像意境以及其中的禪意。比起書法的好壞，也更強調書寫者本身的修為。通常會帶有簡約、直樸、中性的氛圍。